# Фоса (притока Роськи)
Фоса — річка в Україні, в Оратівському районі Вінницької області. Ліва притока Роськи (басейн Дніпра).

## Опис

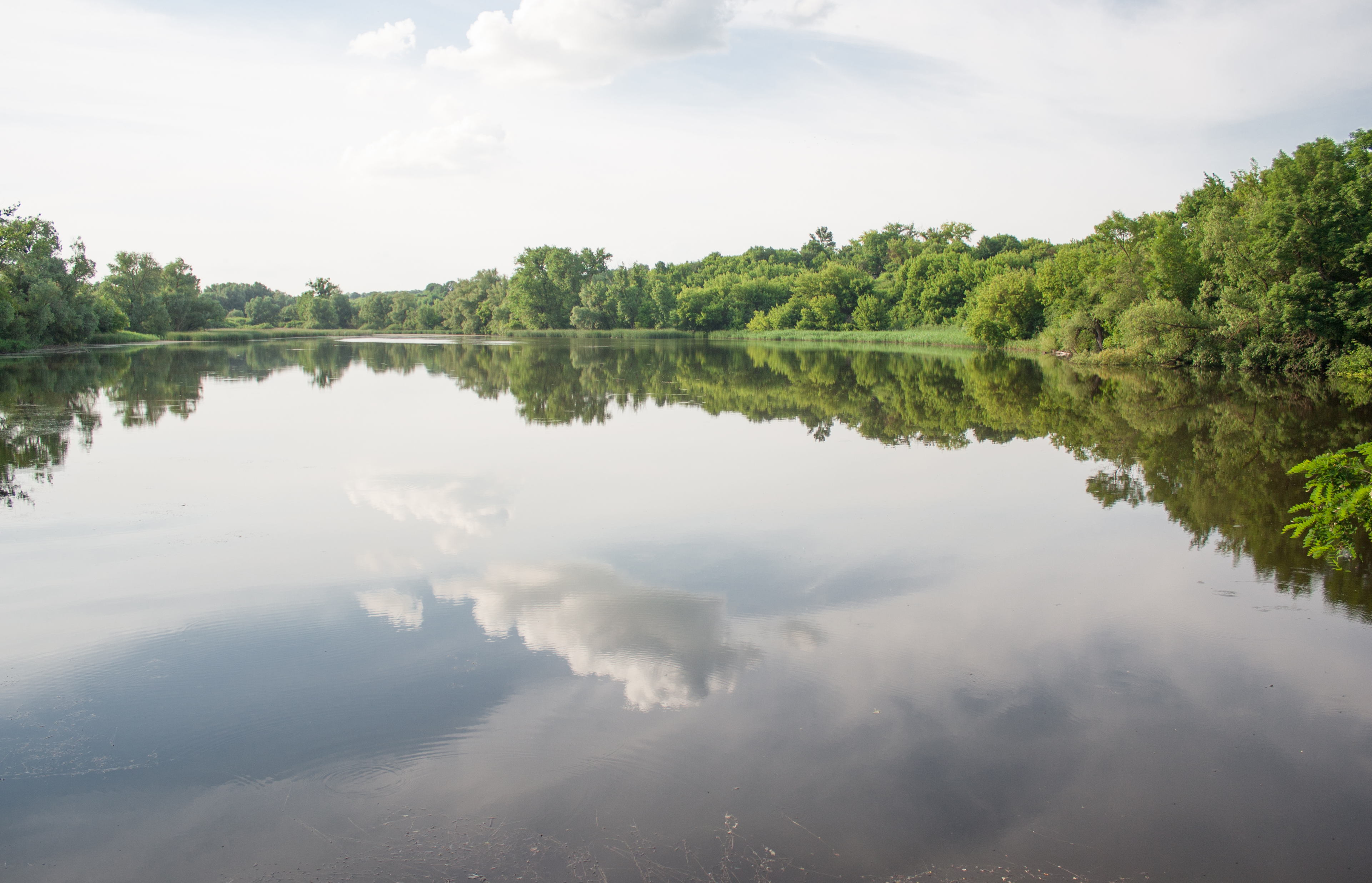
Ставок на річці в селі Закриниччя

Довжина річки  км, похил річки — 1,12 м/км. Формується з багатьох безіменних струмків. Площа басейну 42,7 км2.

## Розташування
Бере початок на південному сході від Барвінкового. Тече переважно на південний схід через Човновицю, Закриниччя і біля Якимівки впадає у річку Роську, праву притоку Росі.
Річку перетинає автомобільна дорога Т 0223.